# Vicenç de Bofarull i Morell
Vicenç de Bofarull i Morell (Reus, 5 d'abril de 1780 - Reus, 2 de febrer de 1860) va ser un advocat i militar català.
Fill de Josep de Bofarull i Miquel i germà de Francesc Policarp de Bofarull, va ser doctor en Dret per la Universitat d'Osca, i el 1809 exercia d'advocat dels Reials Consells. Aquell mateix any, davant de les tensions a causa de la Guerra del francès va emprendre la carrera militar i el 17 de gener va ingressar al Regiment de Voluntaris de Tarragona. El seu pare li va prometre una pensió diària de 20 rals fins que no aconseguís el grau d'oficial. El 1820 era tinent, el 1843 tinent coronel i el 1853 coronel. Durant la Guerra del francès va intervenir a l'acció de Santa Coloma de Farners l'1 de setembre de 1809 on va ser ferit de bala en un genoll. En la del coll de Lilla el 29 d'agost de 1810. En l'expedició a la Cerdanya el 30 de setembre de 1810. Va ser a Tarragona durant el setge de la plaça el 1811, on va prendre part en diverses accions. Va formar part de l'expedició a Cullera el juliol de 1812 i durant el 1813 va prendre part en diverses accions amb el Regiment d'Infanteria de Mallorca. El 1854 va deixar l'exèrcit i tornà a Reus, on encara va tornar a exercir d'advocat. Una germana seva, Rosa de Bofarull i Morell, va ser la primera dona de Francesc Narcís Sunyer i Veciana, un empresari i comerciant reusenc que formava part del grup impulsor de les obres del frustrat Canal de Reus a Salou.